# Edificio Hahn
Edificio Hahn (en inglés: Hahn Building) es un edificio histórico ubicado en Miami, Florida.  Edificio Hahn se encuentra inscrito  en el Registro Nacional de Lugares Históricos desde el 4 de enero de 1989. Forma parte del Downtown Miami MRA. 

## Ubicación
Edificio Hahn se encuentra dentro del condado de Miami-Dade en las coordenadas 25°46′32″N 80°11′32″O / 25.775556, -80.192222.